# Eniola Aluko
Eniola Aluko (Lagos, 21 de febrer de 1987) és una davantera de futbol internacional des del 2004 amb Anglaterra, amb la qual ha jugat 3 Mundials i 3 Eurocopes, guanyant una plata a la Eurocopa 2009 i un bronze al Mundial 2015. També va jugar els Jocs Olímpics de Londres amb Gran Bretanya. A nivel de clubs ha guanyat 1 Lliga i 3 Copes d'Anglaterra amb el Charlton, el Birmingham i el Chelsea.

## Trajectòria
| Temporades    | Lliga                      | Club                       | P  | G  | Actualitzat |
| ------------- | -------------------------- | -------------------------- | -- | -- | ----------- |
| 01/02 - 03/04 | D1                         | Birmingham City            |    |    |             |
| 04/05 - 06/07 | D1                         | Charlton Athletic          |    |    |             |
| 07/08 - 08/09 | D1                         | Chelsea FC                 |    |    |             |
| 2009 - 2010   | Prof.                      | Saint Louis Athletica      | 25 | 10 |             |
| 2010          | Prof.                      | Atlanta Beat               | 14 | 05 |             |
| 2011          | Prof.                      | Sky Blue FC                | 15 | 04 |             |
| 2012          | D1                         | Birmingham City            | 13 | 04 |             |
| 2013 - act.   | D1                         | Chelsea FC                 | 58 | 26 | 10/02/2017  |
|               |                            |                            |    |    |             |
| 2004 - act.   | Selecció absoluta          | Selecció absoluta          | 90 | 32 | 01/06/2015  |
| 2012          | Selecció absoluta olímpica | Selecció absoluta olímpica | 05 | 0  |             |

## Palmarès
| Títols — Seleccions nacionals            |       |       |       |
| 3 Torneigs de Xipre                      | 2009  | 2013  | 2015  |
| Títols — Clubs                           |       |       |       |
| 1 Lliga                                  | 2015  |       |       |
| 4 Copes                                  | 04/05 | 11/12 | 14/15 |
| 1 Copes de la Lliga                      | 05/06 |       |       |
| 1 Supercopa                              | 03/04 |       |       |
| Reconeixements — Premis                  |       |       |       |
| Millor jugadora jove                     | 2004  |       |       |
| Reconeixements — Seleccions de jugadores |       |       |       |
|                                          |       |       |       |